# FK Piter Sankt-Petěrburg
FK Piter Sankt-Petěrburg (rusky: Футбольный клуб «Питер» Санкт-Петербург) byl ruský fotbalový klub sídlící ve městě Sankt-Petěrburg. Klub byl založen v roce 2011, zanikl v roce 2013.

## Poslední soupiska
| Číslo |       | Pozice | Hráč                 |
| ----- | ----- | ------ | -------------------- |
|       | Rusko | B      | Dmitrij Belousov     |
|       | Rusko | B      | Anton Dybust         |
|       | Rusko | B      | Vladimir Isajev      |
|       | Rusko | O      | Artjem Patreljak     |
|       | Rusko | O      | Aleksej Pučkov       |
|       | Rusko | O      | Vjačeslav Rodin      |
|       | Rusko | O      | Aleksandr Salmanovič |

| Číslo |       | Pozice | Hráč                  |
| ----- | ----- | ------ | --------------------- |
|       | Rusko | O      | Andrej Strenakov      |
|       | Rusko | Z      | Stanislav Belov       |
|       | Rusko | Z      | Dmitrij Kosenko       |
|       | Rusko | Z      | Sergej Mironov        |
|       | Rusko | Ú      | Pavel Kirjanov        |
|       | Rusko | Ú      | Aleksandr Jelisejenok |